# Ивовый палисад

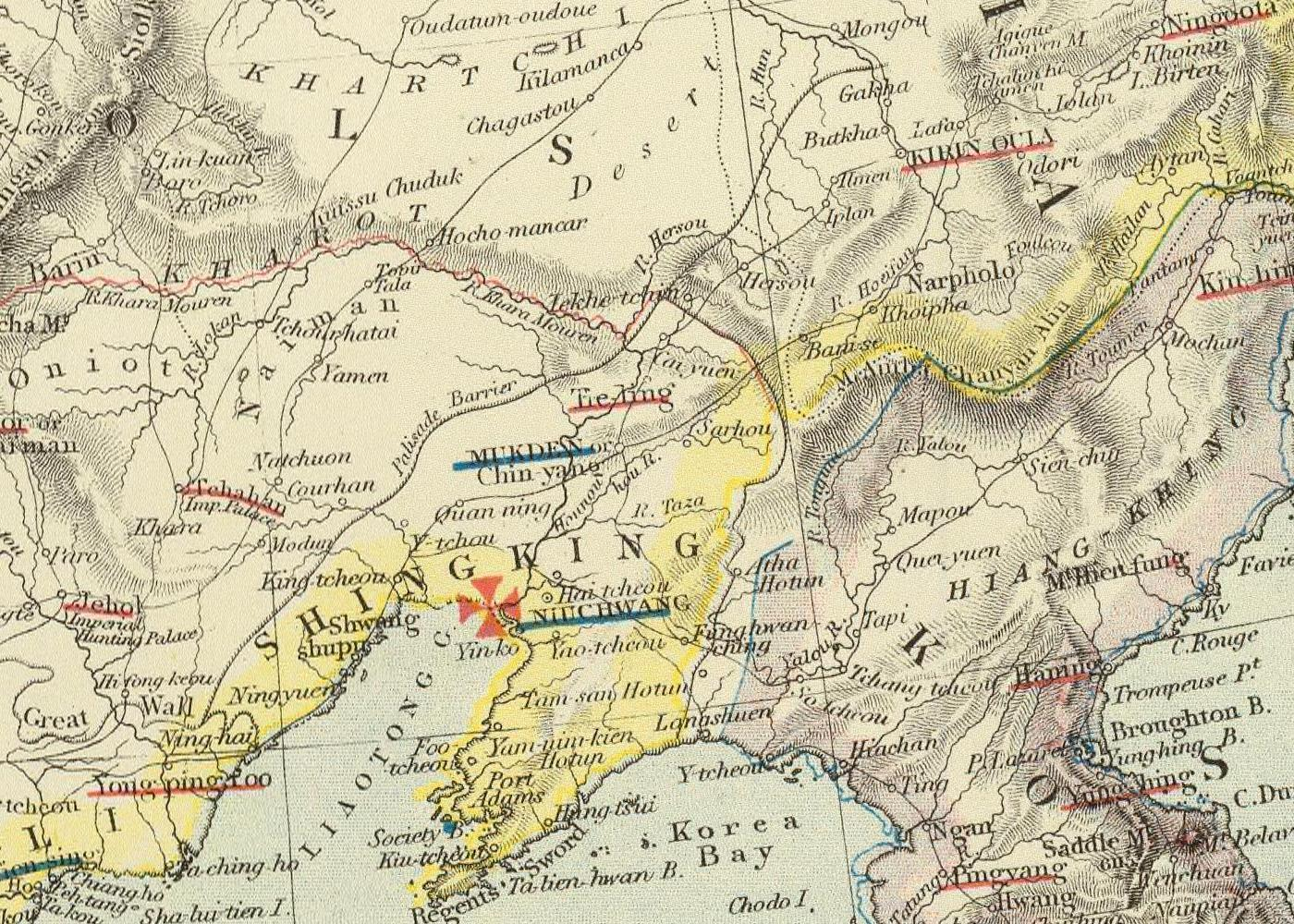
Три части ивовой изгороди на карте 1883 года — западная и северная части составляют условно прямую линию, протянувшуюся с юго-запада на северо-восток; условно перпендикулярная ей восточная часть отделяет (соответственно с востока) Ляодунский полуостров от Кореи и Маньчжурии

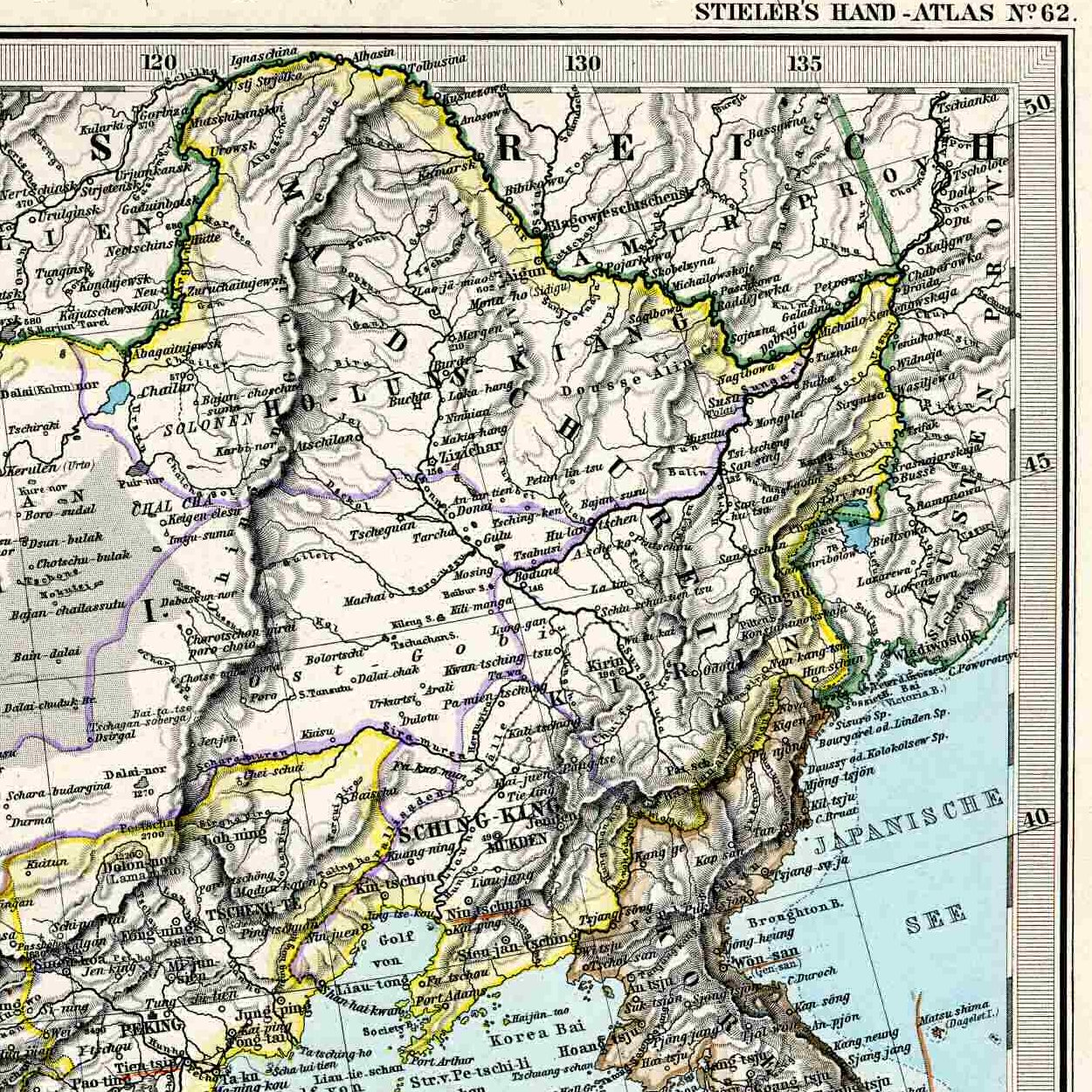
Ивовая изгородь на карте 1891 года.

Ивовый палисад или Ивовая граница (маньчж. ᠪᡳᡵᡝᡤᡝᠨ 
ᠵᠠᠰᡝ, по Захарову: Бирэгэнь чжасэ; кит. 柳邊, Любянь), также Граница ивовых тычин (кит. 柳條邊, Лютяо бянь) — сеть укреплений из рвов и насыпей, усаженных ивовыми деревьями, сооружённых в период династии Цин в конце XVII века для предотвращения проникновения китайцев в Маньчжурию.
Сооружение условно делится на три части. Западная и восточная части формировали «Внутреннюю ивовую изгородь», отделяя Ляодунский полуостров (где китайцам, как правило, разрешалось жить) от монгольских и маньчжурских территорий к северу от него. Северная часть или «Внешняя ивовая изгородь» отделяла традиционные маньчжурские территории на востоке от монгольских на западе. Протяжённость более 1300 км делает Ивовый палисад одним из крупнейших фортификационных сооружений в мировой истории.

## План и строительство

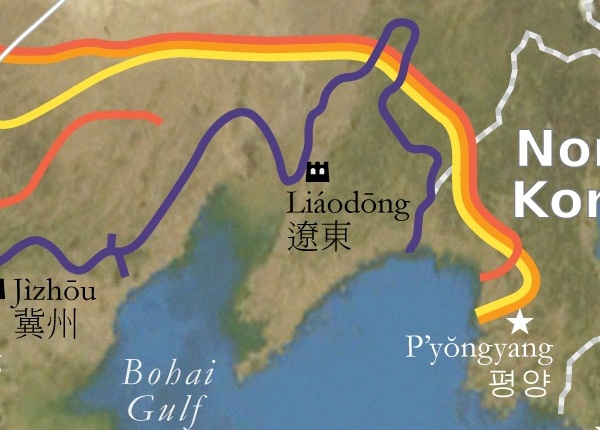
Ляодунская стена (фиолетовая линия) минского периода. См. также карту в статье 辽东镇长城 (Минская Великая ляодунская стена)

Предшественником цинской Ивовой изгороди до какой-то степени являлась построенная ещё в период династии Мин так называемая Ляодунская стена (кит. 辽东镇长城). Это сооружение являлось восточным продолжением Великой китайской стены, и было построено для защиты контролируемого Минской империей Ляодунского полуострова и долины реки Ляохэ (территория, примерно соответствующая современной провинции Ляонин) от монголов и чжурчжэней (маньчжуров). Эта стена, однако, не смогла предотвратить завоевания маньчжурами сначала Ляонина, а потом и остального Китая в XVII в.
Новая изгородь династии Цин, там, где это было возможно (в первую очередь в западной секции изгороди), строилась параллельно, поверх или просто включала в себя остатки Великой ляодунской стены династии Мин. Строительство ивовой изгороди периода Цин осуществлялось в два этапа.

### Лаобянь
На первом этапе был сооружён 800 км участок, получивший название Лаобянь (старая граница) или «Внутренняя ивовая изгородь». Он берёт своё начало в холмистой местности восточного Хэбэя немного к западу от восточного же конца Великой стены — крепости Шаньхайгуань. Отсюда сооружение тянется на северо-восток до крепости Вэйюань, что в 33 км пути от города Кайюаня в провинции Ляонин северо-восточнее Шэньяна. Этот отрезок старой границы представлял собой так называемую западную изгородь. Частично эта секция сооружалась поверх Великой ляодунской стены периода династии Мин.
После форта линия изгороди сворачивала на юго-восток в сторону корейской границы к городу Синьбинь (кит. 新宾), а отсюда — на юго-запад в сторону Западно-Корейского залива, где заканчивалась в районе города Фэнчэн, что на северо-запад от Даньдуна и устья пограничной реки Ялуцзян. Этот поворот на юг и представлял собой так называемую восточную изгородь.

### Синьбянь
На втором этапе Лаобянь была продлена на северо-восток. Этот отрезок представлял собой северную секцию и получил название Синьбянь (новая граница) или «Внешняя ивовая изгородь» и составил 240 км в длину. Начало Синьбянь брал в месте, где сходились две другие секции изгороди, — у форта Вэйюань, и тянулся до посёлка Фатэ рядом с рекой Сунгари к северу от города Гирин.

### Конструкция

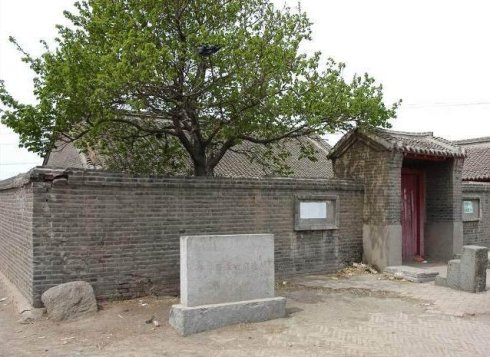
Единственные сохранившиеся до настоящего времени пограничные ворота

В целом изгородь представляла собой однородное сооружение и в основном состояла из двух параллельных валов около метра шириной и чуть больше метра высотой (1,7 м высотой у каждой ивы), разделённых между собой рвом шириной в 1 чжан (примерно 3,7 м, не соответствует современному размеру, принятому в КНР) и 2,7 м глубиной.
На вершине валов в три параллельных ряда высаживались ивы с интервалом около 1 чи (около 33 см). Разрастаясь, деревья сплетались ветвями и формировали плотную живую изгородь. Исключение составляли лишь отдельные части западной секции, где изгородь часто смыкалась или строилась поверх остатков Великой стены династии Мин и зачастую не имела ивовых насаждений.
В изгороди были организованы ворота, каждые из которых охраняли примерно от 20 до 40 солдат. Местоположение ворот иногда менялось, но практически на протяжении всей цинской эпохи их оставалось 20 или 21.
Ивовая изгородь со временем разрушалась и в период поздней Цин зачастую состояла из одного вала и рва с наружной стороны изгороди. В настоящее время ивовую изгородь уже с трудом можно различить; разве что небольшие холмики ещё остаются кое-где на месте валов. Ивовая изгородь считается частью культурного наследия Китая, в местах бывшего нахождения палисада, где его остатки ещё сохранились, установлены памятные гранитные плиты.

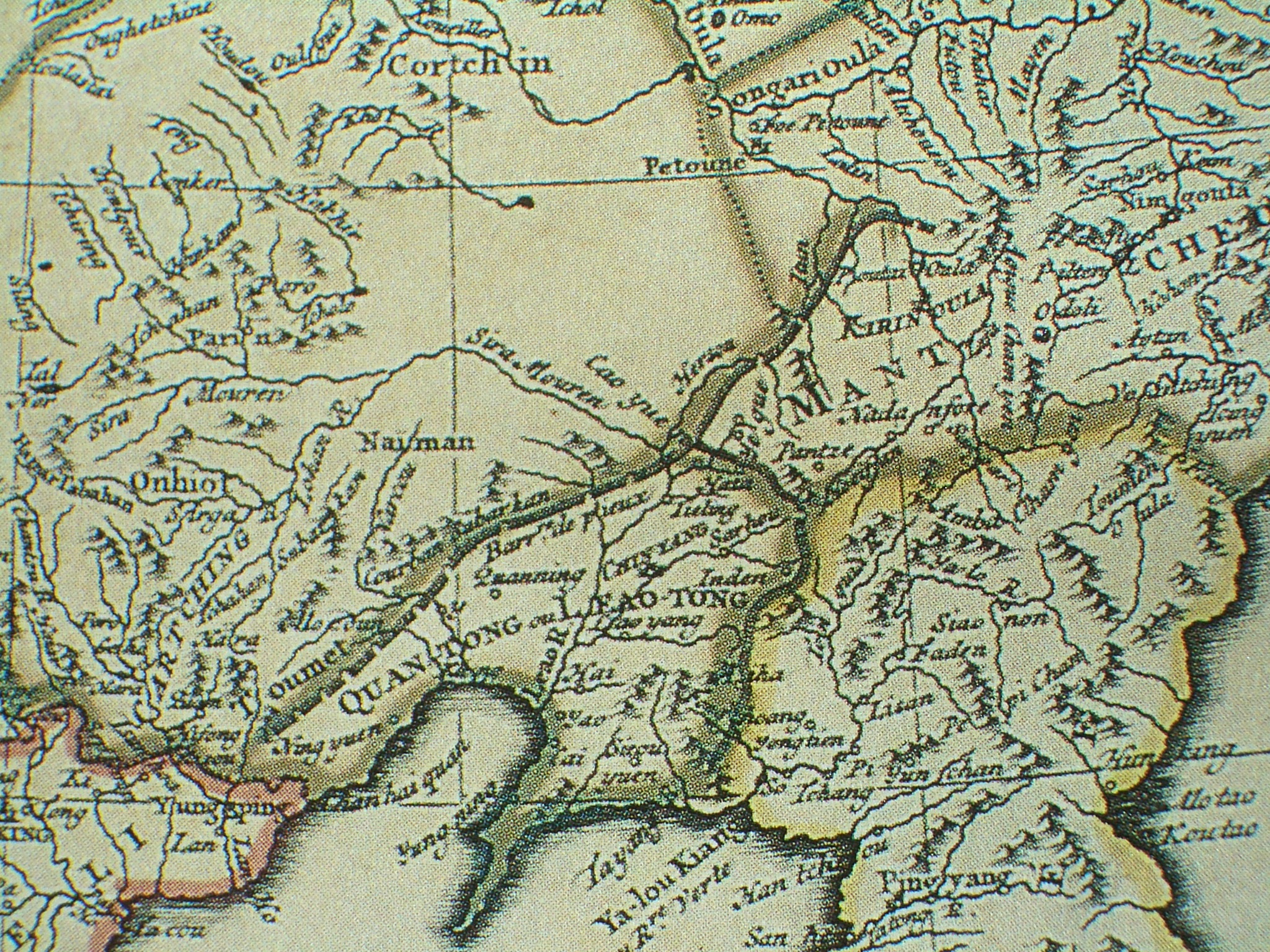
На французской карте начала 18 в. показаны все три раздела Ивового палисада (Barriere de Pieux). Восточные и западные секции
отделяют Ляодун, а северная простирается до Джилина (Кирин Кулы).